# 中部学院大学・中部学院大学短期大学部附属桐が丘幼稚園
中部学院大学・中部学院大学短期大学部附属桐が丘幼稚園（ちゅうぶがくいんだいがく・ちゅうぶがくいんだいがくたんきがくぶふぞくきりがおかようちえん）は、岐阜県関市にある私立幼稚園である。

## 概要
学校法人岐阜済美学院により設置された幼稚園である。系列の中部学院大学・中部学院大学短期大学部附属幼稚園と区別するため、「桐が丘幼稚園」の名称がある。敷地面積は5100㎡。建物は鉄筋コンクリート造2階建（面積728㎡）。園庭の面積は4800㎡。
中部学院大学・中部学院大学短期大学部関キャンパスに隣接する。
対象は3歳児～5歳児。他に満3歳児保育（次年度年少になる幼児で、3歳の誕生日を迎えた翌月より入園が可能）を行っている。
送迎バスは、関市全域、及び岐阜市の一部芥見・大洞で運行されている。

## 沿革
園の概要では、開園は1964年（昭和39年）となっているが、学校法人岐阜済美学院の沿革では1980年（昭和50年）設置となっている。1964年（昭和39年）に設置されたのは岐阜幼稚園教員養成所（1979年（昭和54年）岐阜保育専門学校に改称し、1988年（昭和63年）廃止）である。

## 年表
- 1980年（昭和55年）4月 - 中部女子短期大学附属桐が丘幼稚園として開園。
- 1999年（平成11年）4月 - 中部女子短期大学が中部学院大学短期大学部に改名する。同時に中部学院大学短期大学部附属桐が丘幼稚園に改称する。
- 2009年（平成21年）7月 - 中部学院大学・中部学院大学短期大学部附属桐が丘幼稚園に改称する。

## 交通アクセス
- 岐阜バス倉知線、上之保関商工線「関商工前」バス停より徒歩で約1分。
- 東海北陸自動車道 関ICより車で約3分。

## 周辺施設
一帯は学校が多くあり、関市の文教地区である。
- 中部学院大学
- 中部学院大学短期大学部
- 関市立関商工高等学校
- 関市立関商工高等学校
- 岐阜県立関特別支援学校
- 岐阜県立中濃特別支援学校
- 岐阜県立ひまわりの丘第一学園、岐阜県立ひまわりの丘第二学園、岐阜県立ひまわりの丘第三学園、ひまわりの丘
- 関市立南ヶ丘小学校
- 南ヶ丘保育園